# Macropsis albinata
Macropsis albinata är en insektsart som beskrevs av Dubovsky 1966. Macropsis albinata ingår i släktet Macropsis och familjen dvärgstritar. Inga underarter finns listade i Catalogue of Life.